# Band of Skulls
Band of Skulls es una banda de rock británica formada en Southampton, que consiste en Russell Marsden (guitarra y voz), Emma Richardson (bajo y voz), y Matt Hayward (batería). El grupo se formó cuando se reunieron en la universidad, aunque Marsden y Hayward han sido amigos desde la escuela. Band of Skulls han lanzado cinco álbumes de estudio, su más reciente es Love Is All You Love, que fue lanzado el 12 de abril del 2019.

## Biografía
Inicialmente, el grupo tocó en clubes nocturnos en el Greater London y grabó algunos demos bajo el nombre de Fleeing New York antes de cambiar su nombre a Band of Skulls en noviembre de 2008.
El álbum debut de Band of Skulls es Baby Darling Doll Face Honey distribuido por  Shangri-La Music, fue lanzado exclusivamente en iTunes Store el 6 de marzo de 2009, seguido de un lanzamiento general el 20 de marzo.
El 12 de abril de 2012, Channel 4 emitió un documental protagonizado por la banda. Ellos discuten la formación de Band Of Skulls hasta pasar de trabajar de los barrotes de su ciudad natal para la reproducción de música en frente de multitudes expansivas de admiradores en todo el mundo. Es una rara visión e íntimo en el mundo de Band Of Skulls, centrándose de su éxito y los logros en los últimos años.
El 22 de septiembre de 2014, Band of Skulls lanza Later with Jools Holland la cual es la primera canción de su álbum Himalaya.
El 10 de marzo de 2016 anuncian el que será su cuarto disco de estudio: By Default.

## Discografía
| Álbum                        | Detalles de Álbum de Figuritas | Posiciones      | Posiciones         | Posiciones | Posiciones | Posiciones    |
| Álbum                        | Detalles de Álbum de Figuritas | UK Albums Chart | Irish Albums Chart | MegaCharts | ARIA Chart | Billboard 200 |
| ---------------------------- | --- | --------------- | ------------------ | ---------- | ---------- | ------------- |
| Baby Darling Doll Face Honey | - Lanzamiento: 18 de septiembre de 2009 - Discográfica: You Are Here Music/Band Of Skulls, Shangri-La Music - Formatos: CD, Descarga Digital | -               | -                  | 97         | -          | -             |
| Sweet Sour                   | - Lanzamiento: 17 de febrero de 2012 - Discográfica: Electric Blues Recordings/PIAS, Vagrant Records - Formatos: CD, Descarga Digital,       | 14              | 53                 | 60         | 35         | 138           |
| Himalayan                    | - Lanzamiento: 31 de marzo de 2014 - Discográfica: You Are Here Music/Band Of Skulls, Psycollective/Kobalt                                   | 21              | -                  | 84         | 24         | 55            |
| By Default                   | - Lanzamiento: 27 de mayo de 2016 - Discográfica: -                                                                                          | -               | -                  | -          | -          | -             |
| Love Is All You Love         | - Lanzamiento: 12 de abril de 2019 - Discográfica: -                                                                                         | -               | -                  | -          | -          | -             |

### Canciones Extendida
- Friends EP (23 de marzo de 2010)

### Álbum en vivo
- KCRW's Morning Becomes Eclectic (26 de octubre de 2010)
- Live at Brixton (7 de diciembre de 2012)
- Live at Southampton Guildhall (8 de noviembre de 2014)

### Sencillos
| Año  | Canción                                     | Posición         | Posición | Posición                        | Posición              | Posición        | Álbum                        |
| Año  | Canción                                     | UK Singles Chart | CAN Alt  | Canadian Rock/Alternative chart | Alternative Songs\|US | Mainstream Rock | Álbum                        |
| ---- | ------------------------------------------- | ---------------- | -------- | ------------------------------- | --------------------- | --------------- | ---------------------------- |
| 2009 | "I Know What I Am"                          | 116              | —        | —                               | —                     | —               | Baby Darling Doll Face Honey |
| 2009 | "Blood"                                     | —                | —        | —                               | —                     | —               | Baby Darling Doll Face Honey |
| 2009 | "Fires"                                     | —                | —        | —                               | —                     | —               | Baby Darling Doll Face Honey |
| 2009 | "Death by Diamonds and Pearls"              | 138              | —        | —                               | —                     | —               | Baby Darling Doll Face Honey |
| 2009 | "Friends"                                   | —                | —        | —                               | —                     | —               | Friends EP                   |
| 2011 | "The Devil Takes Care of His Own"           | —                | 20       | 45                              | —                     | —               | Sweet Sour                   |
| 2012 | "Sweet Sour"                                | 86               | —        | —                               | 28                    | —               | Sweet Sour                   |
| 2012 | "Bruises"                                   | 187              | —        | —                               | —                     | —               | Sweet Sour                   |
| 2012 | "You’re Not Pretty But You Got It Going On" | —                | —        | —                               | —                     | —               | Sweet Sour                   |
| 2013 | "Asleep At the Wheel"                       | —                | —        | —                               | —                     | 38              | Himalayan                    |
| 2014 | "Nightmares"                                | —                | —        | —                               | —                     | —               | Himalayan                    |